# Dyfed (graafschap)
Dyfed is een behouden graafschap van het Britse landsdeel Wales. Dyfed werd geformeerd op 1 april 1974 als uitvloeisel van de Local Government Act van 1972. Het omvatte de voormalige graafschappen Cardiganshire, Carmarthenshire en Pembrokeshire en was op de volgende wijze onderverdeeld in lokale bestuursdistricten:
| Graafschap (1889-1974) | District(en) (1974-1996)        |
| ---------------------- | ------------------------------- |
| Cardiganshire          | Ceredigion                      |
| Carmarthenshire        | Carmarthen, Dinefwr en Llanelli |
| Pembrokeshire          | Preseli en South Pembroke       |

Het bestuur van Dyfed lag in handen van de Lord Lieutenant, die daarvoor Lord Lieutenant was geweest van Pembrokeshire, waarbij die van Cardiganshire en Carmarthenshire reeds voor de formering werden aangeduid als gewone Lieutenants. Iets daarvoor was reeds de Dyfed-Powys-politie opgericht, die naast Dyfed ook verantwoordelijk was en is van het behouden buurgraafschap Powys.
Door de Local Government Act van 1994 van Wales werd het graafschap opgesplitst in drie unitary authorities, hetgeen in werking trad op 1 juli 1996. De drie oude graafschappen werden daarbij hersteld, maar het graafschap bleef als behouden graafschap bestaan voor ceremoniële redenen (het Lieutenant-systeem). Kort na de opsplitsing liet Cardiganshire zichzelf hernoemen tot Ceredigion.